# Aegotheles
Aegotheles é um gênero de ave da família Aegothelidae. A família Aegothelidae tradicionalmente pertencia a ordem Caprimulgiformes, entretanto, estudos recentes indicam uma maior relação com a Apodiformes ou então a elevação de uma ordem prórpria, Aegotheliformes. A International Ornithologists’ Union inclui-os nos Apodiformes.
Em português as aves deste género são conhecidos pelo nome de noitibós-coruja.

## Espécies
- Noitibó-coruja-grande, Aegotheles insignis Salvadori, 1875
- Noitibó-coruja-estrelado, Aegotheles tatei Rand, 1941
- Noitibó-coruja-das-molucas, Aegotheles crinifrons Bonaparte, 1850
- Noitibó-coruja-de-wallace, Aegotheles wallacii Gray, 1859
- Noitibó-coruja-montês, Aegotheles albertisi Sclater, 1874
- Noitibó-coruja-da-nova-caledónia, Aegotheles savesi Layard & Layard, 1881
- Noitibó-coruja-listado, Aegotheles bennettii Salvadori & D'Albertis, 1875
- Noitibó-coruja-das-arfak, Aegotheles affinis Salvadori, 1876
- Noitibó-coruja-australiano, Aegotheles cristatus Shaw, 1790